# Museum Tusculanum Press
El Museum Tusculanum Press (en danés: Museum Tusculanums Forlag) es una editora académica históricamente asociada con la Universidad de Copenhague dedicada principalmente a la publicación de libros de humanidades, ciencias sociales y teología. Fue fundada en 1975 como una institución sin fines de lucro y publica unos 60 títulos al año. Una gran parte de la literatura publicada por el Museum Tusculanum Press están escritos o editados por investigadores afiliados a la Universidad de Copenhague.
Los títulos publicados por la editora, tanto impresos como digitales, cubren diversos idiomas, como danés, noruego, sueco, inglés, francés, italiano, español, alemán, latín, griego clásico y moderno, árabe, polaco, lituano, además de tibetano y tuareg.
El Museum Tusculanum Press ha publicado obras de autores como Kim Ryholt, Birgit Anette Olsen, Henrik Pontoppidan, 
Mogens Herman Hansen, Gernot Grabher, Yvonne Maria Werner, John T. Lauridsen, Jan Gehl, Mats Malm, Rubina Raja, Gojko Barjamovic entre otros.